# Alan Bradshaw
Alan Bradshaw (sinh ngày 14 tháng 9 năm 1941) là một cựu cầu thủ bóng đá người Anh thi đấu ở vị trí tiền vệ for Blackburn Rovers, Crewe Alexandra, và Macclesfield Town.

## Danh hiệu
Crewe Alexandra
- Thăng hạng khi xếp hạng tư Football League Fourth Division: 1967–68